# Капрон

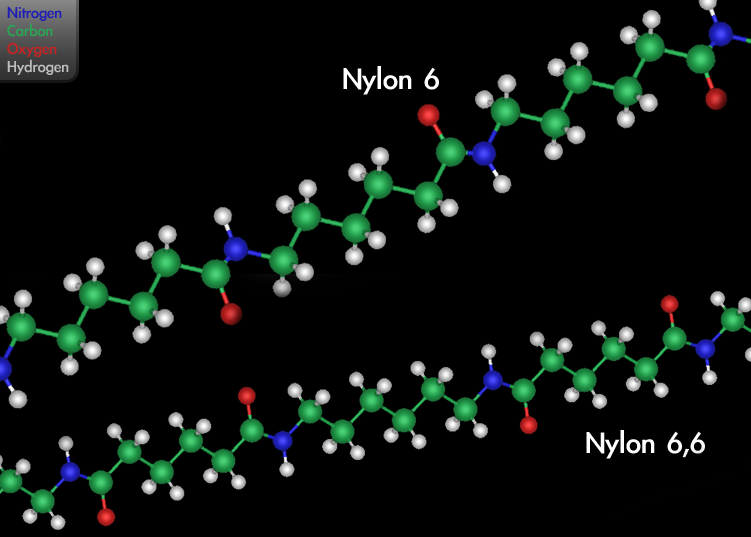
Капрон

Капрон (поли-ε-капроамид, нейлон-6, полиамид 6) — синтетическое полиамидное волокно, получаемое из нефти, продукт полимеризации капролактама. Формула полимера имеет вид [−HN(CH2)5CO−]n.

## История
Впервые поликапролактам как полимер для формования полиамидного волокна (под названием перлон) был синтезирован в 1938 году в Германии Паулем Шлаком (нем. Paul Schlack), работавшим в компании I.G. Farben. В 1943 году в Германии было создано промышленное производство поликапролактама мощностью 3500 тонн в год с использованием в качестве исходного сырья фенола. Сначала производилось грубое капроновое волокно, применявшееся в качестве искусственной щетины, затем на основе поликапролактамовых волокон стали производить ткань для изготовления парашютов (заместившую в этой сфере натуральный шёлк), корд для авиационных шин и буксировочные тросы для планеров.
В СССР Юлия Рымашевская, Иван Кнунянц и Захар Роговин в 1942 году показали возможность полимеризации ε-капролактама в линейный полимер и выполнили (в 1947 году) серию работ по синтезу волокнообразующих полиамидов, в ходе которых изучили условия бекмановской перегруппировки оксимов циклогексана в капролактам, определили оптимальные условия полимеризации лактамов и очистки полиамида от мономера. Первое производство поликапролактама в СССР было запущено в 1948 году в городе Клин Московской области.
Капрон — название, принятое для данного полиамидного волокна в России (и ранее в СССР), другим распространённым полиамидным волокном является собственно нейлон, называемый в России (и ранее называвшийся в СССР) анидом, близкий капрону по свойствам и имеющий сходное применение.

## Получение
Для получения капрона сначала при пониженном давлении и температуре фенол путём гидрирования превращают в циклогексанон:139-140. Другим, принципиально отличным методом получения циклогексанона стал разработанный позже фенольного процесс гидрирования и последующего окисления бензола. Затем циклогексанон действием гидроксиламина переводят в циклогексаноноксим (1→2 на рисунке ниже), а из него в ходе бекмановской перегруппировки под действием серной кислоты получают капролактам (2→3 на рисунке):139-140:
Синтез поликапролактама (то есть капрона) проводится гидролитической полимеризацией расплава капролактама по механизму «раскрытие цикла — присоединение»:

## Свойства и применение
Капрон или капроновое волокно — бело-прозрачное, очень прочное вещество. Эластичность капрона намного выше, чем у шёлка. Прочность капрона зависит от технологии и тщательности производства. Капроновая нить диаметром 0,1 миллиметра выдерживает груз массой 0,55 кг.
За рубежом синтетическое волокно типа капрон именуется перлон и нейлон. Капрон вырабатывается нескольких сортов; хрустально-прозрачный капрон более прочен, чем непрозрачный с мутно-желтоватым или молочным оттенком.
Наряду с высокой прочностью капроновые волокна характеризуются устойчивостью к истиранию, действию многократной деформации (изгибов).
Капроновые волокна принимают примерно 2,5—3,5 % воды. Также они малоустойчиво к действию кислот — макромолекулы капрона подвергаются гидролизу по месту амидных связей. Сравнительно невелика и теплостойкость капрона. При нагревании его прочность снижается, при 215 °С происходит плавление.
Из капрона изготавливают канаты, рыболовные сети, леску, гитарные струны, фильтровальные материалы, кордную ткань (например, для автомобильных шин), а также штапельные ткани, чулки и другие бытовые товары. Изделия из капрона и в сочетании с капроном широко используются в быту. Из капроновых нитей шьют одежду, которая намного дешевле, чем одежда из натуральных природных материалов. Из кордной ткани делают каркасы авто- и авиапокрышек.
Будучи термопластичной, капроновая смола используется и в качестве пластмассы для изготовления деталей машин и механизмов — зубчатых колёс, втулок, подшипников и т. п., отличающихся большой прочностью и износостойкостью. В обувной промышленности СССР из капроновой смолы изготавливались износостойкие подмётки и подошвы под торговым названием перлон.
Широкое применение капрон получил в изготовлении парашютов, придя на смену натуральному шёлку. В отличие от шёлка, капрон не слёживается (не склонен к «запоминанию» формы), не гниёт, обладает большей прочностью, что при той же требуемой прочности купола позволяет сделать ткань тоньше и существенно снизить массу.